# 오옘

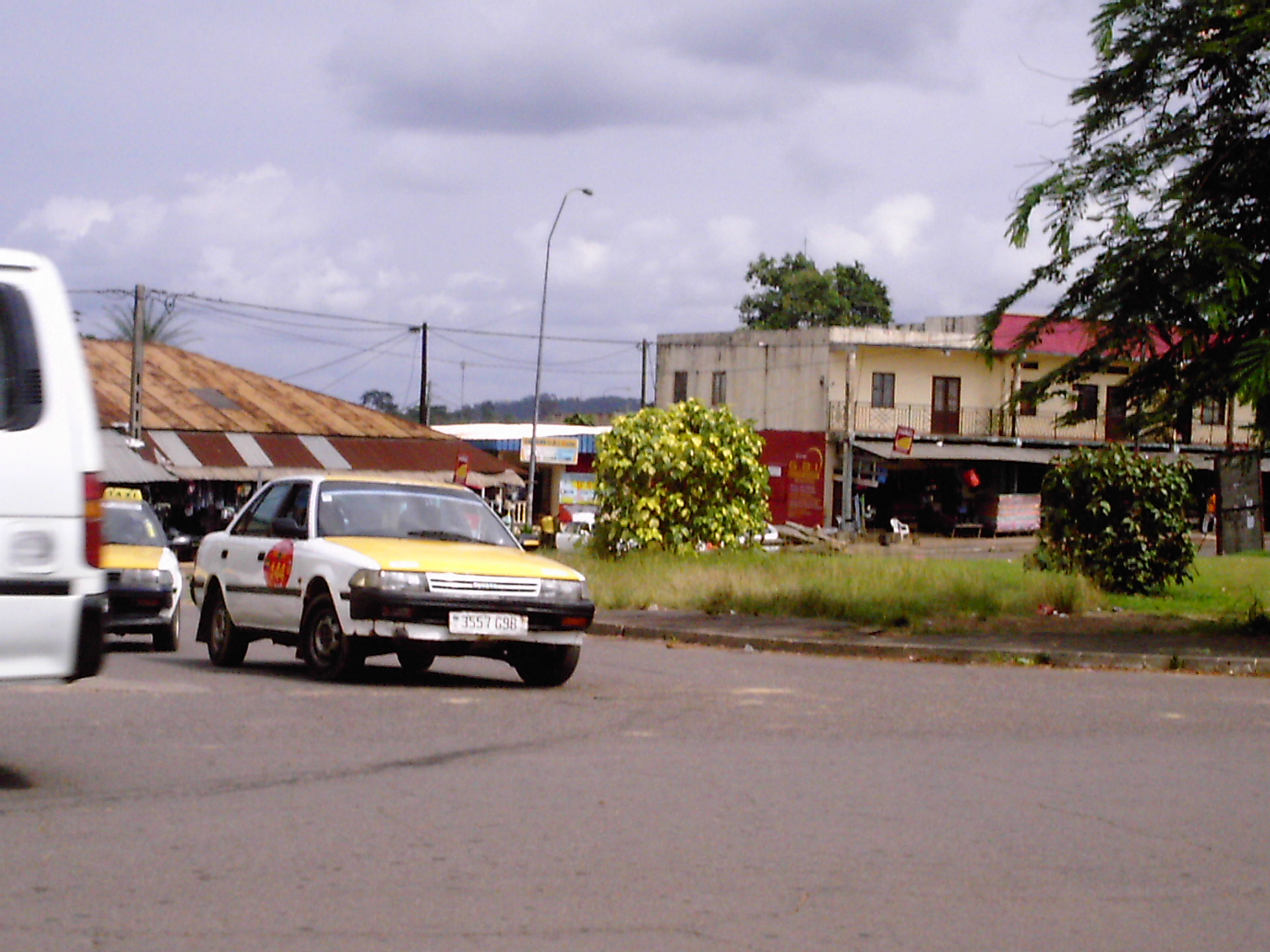

오옘(프랑스어: Oyem)은 월뢰은템 주의 주도이자 가봉의 도시이다.